# Wat's Pig
Wat's pig è un cortometraggio inglese del 1996 della durata di 10 minuti, sviluppato in claymation per la regia di Peter Lord,  autore di Galline in fuga e Wallace e Gromit. Il film d'animazione è stato candidato agli Oscar dall'Academy Awards del 1997 come "Best Short Film Animated".

## Trama
Il film è ambientato nel Medioevo e narra la storia di Wat, un contadino che non sa di essere fratello del sovrano. Rapito da piccolo, viene trovato ed allevato da un maiale. Mentre al castello sua madre, la regina e suo fratello, il futuro re, lo aspettano, il ragazzo conduce una vita umile e onesta in una baracca di legno ai piedi del castello, avendo per proprietà solo di un misero orto e di un maiale. Allo stesso tempo il sovrano è alle prese con una fronda interna che brama il potere e il suo regno. Il re è così costretto a reclutare nuovi soldati e cavalieri, e, siccome il povero Wat è impossibilitato a pagare le tasse, viene preso di sorpresa ed arruolato. La guerra ha inizio ed il suo esito si rivela brutale. Muoiono tutti i soldati e solo Wat ragazzo riesce ad alzarsi e a riportare il vessillo al castello. Una volta entrato scorge il suo maiale e tenta di liberarlo. Arrivato agli appartamenti reali, il re nota che Wat gli somiglia come una goccia d'acqua. A questo punto ha una perfida idea, degna dei più corrotti potenti : la guerra è persa, ma non vuole assumersi le responsabilità della sconfitta, per cui veste Wat da Re, e, una volta iniziata l'ultima battaglia, dall'esito scontato, si ripara nella casupola del fratello, fuori dalle mura, e lì aspetta con angoscia la fine della guerra. Al risveglio il Re si ritrova abbracciato al maiale nel misero letto del gemello. Il castello è infatti distrutto e fumante, ma tutta la famiglia reale è salva. Da qui inizia una vita umile per l'ingordo ex-sovrano, ed un'altra più solare per Wat.